# Leghata
Leghata (en kabyle: Ilegwaḍen, لقاطة en arabe, Isserbourg pendant la colonisation française) est une commune de la wilaya de Boumerdès en Algérie, dans la daïra de Bordj Ménaïel.

## Géographie
La commune se situe au nord-est de la wilaya de Boumerdes, elle se caractérise par la présence d'une façade littorale déterminée par un large cordon dunaire qui s'étale sur plus d'un kilomètre de large et sur plus de 4 km de linéaire côtier.
| Mer Méditerranée, Zemmouri              | Mer Méditerranée, Djinet   | Djinet                |
| Mer Méditerranée, Zemmouri, Si Mustapha | Leghata                    | Djinet, Bordj Menaïel |
| Si Mustapha                             | Si Mustapha, Bordj Menaïel | Bordj Menaïel         |

Le relief de la commune est de type collinaire à substratum marneux, particulièrement ses parties centrale et sud.
Leghata englobe les agglomérations de Koudiat El Arais, Ouled, Allal-Oueld Ziane, Mandoura, et des hameaux de Rehahla, Benhamouda, Mrchada, Benbatta, Bentarzi, Berafai, Saifi, Guermin,Belakrouf et le ghermoul.

## Routes
La commune de Leghata est desservie par plusieurs routes nationales:
- Route nationale 24: RN24 (Route de Béjaïa).

## Histoire
Au village de Béni H'mida dans la commune de Leghata, des vestiges d'une statue ont été trouvés aux côtés d'un plat en métal, des reliques de poterie et des ossements humains.